# Liste der denkmalgeschützten Objekte in Trieben
Die Liste der denkmalgeschützten Objekte in Trieben enthält die 12 denkmalgeschützten, unbeweglichen Objekte der Stadt Trieben im steirischen Bezirk Liezen.

## Denkmäler
| Foto |                 | Denkmal                                                                                               | Standort                                           | Beschreibung | Metadaten |
| ---- | --------------- | --- | -------------------------------------------------- | --- | --- |
| ja   | Datei hochladen | Kath. Filialkirche hl. Johannes der Täufer und ehem. Friedhofsfläche HERIS-ID: 51005 Objekt-ID: 56548 | Dietmannsdorf 209 Standort KG: Dietmannsdorf       | Die Kirche wurde Mitte des 12. Jahrhunderts erbaut und weist typisch romanische Merkmale wie das Rundbogenportal mit Würfelkapitell auf, das noch originale Eisenbeschläge besitzt. Es ist ein rechteckiger Bau mit eingewölbtem Chorquadrat und halbkreisförmiger Apsis und einem spitzhelmigen Dachreiter. An der Südmauer wurden Reste von Fresken gefunden, die auf die Zeit um 1300 zurückgehen. | BDA-Hist.: Q38043151 Status: § 2a Stand der BDA-Liste: 2025-06-30 Name: Kath. Filialkirche hl. Johannes d. T. und ehem. Friedhofsfläche GstNr.: 654/1, .29, 154/1 Filialkirche Dietmannsdorf |
| ja   | Datei hochladen | Ortskapelle HERIS-ID: 84330 Objekt-ID: 98420                                                          | bei Schwarzenbach 12 Standort KG: Schwarzenbach    | | BDA-Hist.: Q38182583 Status: § 2a Stand der BDA-Liste: 2025-06-30 Name: Ortskapelle GstNr.: .17                                                                                              |
| BW   | Datei hochladen | Altwegesystem Kreuzbergalm – Hölleralm HERIS-ID: 63913 Objekt-ID: 76603                               | Kreuzbergalm, Hölleralm Standort KG: Schwarzenbach | | BDA-Hist.: Q38104678 Status: Bescheid Stand der BDA-Liste: 2025-06-30 Name: Altwegesystem Kreuzbergalm – Hölleralm GstNr.: 658, 833, 712, 829, 834, 709                                      |
| ja   | Datei hochladen | Kalvarienbergkapelle HERIS-ID: 84323 Objekt-ID: 98413                                                 | Sankt Lorenzen Standort KG: St. Lorenzen           | Die halbkreisförmige Kalvarienbergkapelle hat einen geschwungenen Spitzgiebel und ist mit 1866 datiert. Sie enthält eine lebensgroße plastische Kreuzgruppe. | BDA-Hist.: Q38182570 Status: § 2a Stand der BDA-Liste: 2025-06-30 Name: Kalvarienbergkapelle GstNr.: .46/14 Kalvarienbergkapelle St Lorenzen                                                 |
| ja   | Datei hochladen | Kath. Pfarrkirche hl. Laurentius und Friedhof HERIS-ID: 51853 Objekt-ID: 57659                        | bei Sankt Lorenzen 1 Standort KG: St. Lorenzen     | Die ursprünglich romanische Kirche wurde 1480 von den Türken zerstört und im spätgotischen Stil wiederaufgebaut, dabei erhielt sie ein Netzrippengewölbe. 1677 wurde die Kirche umgebaut und barock ausgestattet. | BDA-Hist.: Q38047953 Status: § 2a Stand der BDA-Liste: 2025-06-30 Name: Kath. Pfarrkirche hl. Laurentius und Friedhof GstNr.: .16 Pfarrkirche St. Lorenzen (Trieben)                         |
| ja   | Datei hochladen | Neue Pfarrkirche hl. Andreas HERIS-ID: 51918 Objekt-ID: 57742                                         | bei Hauptplatz 7 Standort KG: Trieben              | Die neue Pfarrkirche wurde 1961 bis 1963 nach einem Plan Hans Beckers erbaut. Die Glasfenster wurden von Notburga Beckers entworfen und von der Werkstätte das Stiftes Schlierbach gefertigt, das Altarkreuz stammt von Hans Angerbauer, die Heiligenstatuen in den Nischen der Altarwand von Gottfried Prabitz, die Marienstatue aus dem Jahre 1965 von Leo Bäumler. Im Turmgeschoß ist ein gotisches Glasgemälde des hl. Andreas aus der 2. Hälfte des 15. Jahrhunderts verbaut.                                                                                           | BDA-Hist.: Q38048146 Status: § 2a Stand der BDA-Liste: 2025-06-30 Name: Neue Pfarrkirche hl. Andreas GstNr.: .381 Katholische Pfarrkirche Trieben                                            |
| ja   | Datei hochladen | Weltkugel, Denkmal der Magnesit-Werke HERIS-ID: 84282 Objekt-ID: 98369                                | bei Hauptplatz 8 Standort KG: Trieben              | Die Magnesitkugel ist ein Werk des österreichischen Bildhauers Rudolf Hoflehner, die er für die Weltausstellung 1958 in Brüssel entworfen hat. 1966 wurde sie im Zuge der Markterhebungsfeierlichkeiten auf dem Hauptplatz in Trieben aufgestellt. Die Weltkugel symbolisiert die weltweite Verwendung von Magnesitprodukten aus Trieben. Das Metallband um die Weltkugel hat folgende Inschrift: „Surrontio römische Pferdewechselstation an der Salzstraße über die niederen Tauern, seit dem 8. Jahrhundert Trieben genannt. Heute ein Zentrum der Magnesitverarbeitung“. | BDA-Hist.: Q38182449 Status: § 2a Stand der BDA-Liste: 2025-06-30 Name: Weltkugel, Denkmal der Magnesit-Werke GstNr.: 465/9 Magnesitkugel (Trieben)                                          |
| ja   | Datei hochladen | Kath. Filialkirche hl. Andreas HERIS-ID: 51920 Objekt-ID: 57744                                       | Triebener Bundesstraße Standort KG: Trieben        | Urkundlich wurde 1160 eine Kirche genannt. Der gotische Kirchenbau wurde 1449 erbaut und 1454 geweiht. Die Kirche war bis 1954 eine Filiale der Pfarrkirche St. Lorenzen im Paltental und wurde 1955 zur Pfarrkirche erhoben. Mit der Weihe der neuen Pfarrkirche Trieben steht die Kirche außer Gebrauch. | BDA-Hist.: Q38048153 Status: § 2a Stand der BDA-Liste: 2025-06-30 Name: Kath. Filialkirche hl. Andreas GstNr.: 834/2, .1                                                                     |
| ja   | Datei hochladen | Alte Taverne, Wallnerhaus HERIS-ID: 51919 Objekt-ID: 57743                                            | Triebener Bundesstraße 1 Standort KG: Trieben      | Die laut einem Inschriftenstein 1654 erbaute Taverne dient heute als Musikschule. | BDA-Hist.: Q38048149 Status: Bescheid Stand der BDA-Liste: 2025-06-30 Name: Alte Taverne, Wallnerhaus GstNr.: 497/1 Alte Taverne Trieben                                                     |
| ja   | Datei hochladen | Volksschule HERIS-ID: 84306 Objekt-ID: 98394                                                          | Triebener Bundesstraße 19 Standort KG: Trieben     | | BDA-Hist.: Q38182518 Status: § 2a Stand der BDA-Liste: 2025-06-30 Name: Volksschule GstNr.: .96                                                                                              |
| ja   | Datei hochladen | Aufbahrungshalle HERIS-ID: 84310 Objekt-ID: 98399                                                     | Wolfsgrabenstraße Standort KG: Trieben             | | BDA-Hist.: Q38182530 Status: § 2a Stand der BDA-Liste: 2025-06-30 Name: Aufbahrungshalle GstNr.: 688 Aufbahrungshalle Trieben                                                                |
| ja   | Datei hochladen | Ehem. Hammerherrenhaus HERIS-ID: 37503 Objekt-ID: 36667                                               | Wolfsgrabenstraße 21 Standort KG: Trieben          | Das ehemalige Hammerherrenhaus des admontischen Weißblechwalzwerks ist im Kern barock, es wurde 1667 erbaut und 1756 erweitert. Die barocke Eingangstüre zeigt ein geschnitztes Wappen des Stiftes. Nach einem Brand 1838 wurde die Fassade erneuert. | BDA-Hist.: Q37975893 Status: Bescheid Stand der BDA-Liste: 2025-06-30 Name: Ehem. Hammerherrenhaus GstNr.: .57/5 Hammerherrenhaus Trieben                                                    |